# حزب كولورادو (باراغواي)
حزب الجمعية الوطنية الجمهورية - حزب كولورادو (بالإسبانية: Asociación Nacional Republicana-Partido Colorado ANR-PC)، حزب سياسي باراغواياني محافظ وقومي. تأسس في 11 شتنبر 1887 تحت اسم الحزب الوطني الجمهوري. كان من بين مؤسسي الحزب الرئيس الباراغواياني السابق بيرناردينو كاباييرو، أحد أبطال حرب الحلف الثلاثي. حكم الحزب الباراغواي بين 1887 و1904، ثم بين 1946 و2008، قبل أن يستعيد الحكم سنة 2013، بعد ظفر هوراسيو كارتيس برئاسيات 2013.

بين 1946 و 1962 كان حزب كولورادو الحزب الوحيد المرخص في الباراغواي.